# José Miguel Elías
José Miguel Elías Galindo (Zaragoza, 15 januari 1977) is een Spaanse voormalig wielrenner die redelijk kon klimmen en daardoor 2 keer top-30 reed in de Vuelta. Elías heeft gedurende zijn loopbaan 2 zeges behaald.

## Overwinningen
2002
- Ronde van Coruña

2004
- 1 etappe Ronde van Portugal

## Grote rondes
Eindklasseringen in grote rondes, met tussen haakjes het aantal etappeoverwinningen.
| Jaar | Ronde van Italië | Ronde van Frankrijk | Ronde van Spanje |
| ---- | ---------------- | ------------------- | ---------------- |
| 2004 |                  |                     | 39e              |
| 2005 |                  |                     | 30e              |
| 2006 |                  |                     | 25e              |

Blanco · Burgos · César Veloso · De Vocht · Dockx · Domínguez · Dueñas · Elías · Florencio · Guerra · Jufré · Laguna · López · Martínez · Mattan · Mayoz · Pasamontes · Pérez · Rebollo · Roesems · Rosseler · Scheuneman · Van Hecke · Vanlandschoot · Vansummeren · Moreno (stagiair) · Pauwels (stagiair) · Stubbe (stagiair)